# Le Secret du vieux château
Le Secret du vieux château est une histoire en bande dessinée de Carl Barks, publiée en 1948. Elle met en scène Donald Duck et ses neveux accompagnés par leur oncle Picsou, dont c'est la deuxième apparition. Partis de Donaldville, les héros se rendent au château du clan McPicsou.

## Synopsis
Picsou connaît des difficultés financières. Il demande à ses neveux de l'accompagner au château du clan des McPicsou, dans un marais du nord de l'Écosse, pour retrouver le trésor caché là par Sir Duncan au XIe siècle.
Sur place, aidé par Scottie, le gardien du château, et un appareil à rayon X, Picsou va se confronter au fantôme de Duncan, et à ses ancêtres.

## Fiche technique
- Histoire n°W OS 189-02 ou n° DDFC 189.
- Éditeur : .
- Titre original : The Old Castle's Secret.
- Titre en français : Le Secret du vieux château, mais également auparavant Oncle Picsou et le secret du fantôme, Donald et le secret du donjon, Le fantôme écossais !, Onc' Picsou et le secret du fantôme et Séjour mouvementé au château.
- 32 planches.
- Auteur et dessinateur : Carl Barks.
- Première publication aux États-Unis : One Shots ou Donald Duck Four Colours n°189, juin 1948.
- Première publication en France : Les Belles Histoires de Walt Disney n°15, 1949.

## La deuxième apparition de Picsou
Le Secret du vieux château est souvent considérée comme un des classiques de Carl Barks. L'auteur-dessinateur y mêle la quête d'un trésor et l'idée que le château est hanté ; une atmosphère de mystère que les marais brumeux, cimetière, passagers secrets et apparitions d'un fantôme entretiennent.
Pour la deuxième apparition du personnage de Picsou (après Noël sur le mont Ours), Barks lui donne une profondeur historique avec un passé prestigieux (un clan, un château, des ancêtres anoblis, ...) et surtout écossais. Les personnages quittent rapidement le manoir de Donaldville pour partir à l'aventure, ce qui fut souvent le cas dans les histoires de Barks. Surtout, Picsou apparaît comme le meneur de l'équipée dont les autres membres montrent déjà leurs futures habitudes : Donald courageux pour sauver ses neveux, mais point trop téméraire, et Riri, Fifi et Loulou font preuve de perspicacité.
Au cours de sa retraite, Barks reprit le thème du château des McPicsou dans une de ses peintures.

## Une histoire utilisée par Don Rosa
Don Rosa a repris ce château comme décor de plusieurs épisodes de La Jeunesse de Picsou : « Le Dernier du Clan McPicsou » (n°1), « Le Maître du Manoir McPicsou » (n°5) et « Le Milliardaire des landes perdues » (n°9).
Il l'enrichit de plusieurs décors et de l'histoire de plusieurs ancêtres de Picsou dont Sir Duncan qui y joue par deux fois un rôle important (expliquant qu'il se mura avec son trésor offert par le roi MacBeth). Il donne également une origine au personnage de Scottie McTerrier pour lequel Barks donnait la fin dans Le Secret du vieux château.
Le château a été récemment le cadre d'Une lettre de la maison où Picsou se retrouve confronté à une autre partie de son passé. Cet épisode est d'ailleurs sous-titré The Old Castle's Other Secret (l'Autre Secret du vieux château).

## Correspondance des noms avec la version originale
- Sir Duncan McPicsou : Sir Quackly McDuck